# Crni orah
Crni orah ili istočno američki orah (lat. Juglans nigra) je vrsta oraha iz porodice Juglandaceae. Porijeklom je iz istočnog dijela SAD-a, gdje se i danas često uzgaja. Karakteristike su kvalitetno drvo, najbrže raste od svih vrsta oraha, ima manju krošnju, dulje deblo. Plodovi su jestivi,veći od običnog oraha, ljuska je tvrđa te ga je teže čistiti,a ulje koje plod sadrži se brzo užegne. 
Drvo je jako traženo u industriji (namještaj, parketi, kundaci za oružje, te razne druge primjene gdje se traži kvalitetno, čvrsto i dugotrajno drvo). Plod se često koristi za proizvodnju prirodnih lijekova. 
Proizvodnja u svijetu je mnogo manja od proizvodnje perzijskog oraha, te ne uspijeva dobro u Kini, Iranu, Brazilu koji su inače veliki proizvođači oraha.
Zanimljivo je da se sve češće crni orah može čuti u kontekstu crnog zlata, jer tko ima (obično u nasljedstvu) šumu crnog oraha možemo reći da ima na raspolaganju veliko bogatstvo.
Najbolje uspijeva na području SAD-a te Europe. S obzirom na to da u tim područjima je zemljište skupo, manje ljudi se odlučuje na dugoročnu investiciju, te samim time cijena crnog oraha (prvenstveno drvne mase) je svake godine sve veća.
Kod nas se koristi u hortikulturi,no ne često.

## Vanjske poveznice
http://www.pfaf.org/user/Plant.aspx?LatinName=Juglans+nigra